# Alisanus
Alisanus ist der Name eines keltischen Gottes, der in Gallien im Raum des heutigen Burgund verehrt wurde.

## Etymologie und Fundorte
Der Name Alisanus wird mit dem keltischen Wort für „Fels“ in Verbindung gebracht. Eine andere Möglichkeit wäre ein Zusammenhang mit dem irischen Wort Luis, dem Namen des Wacholders, außerdem kann es einen Zusammenhang des Gottes mit dem Namen eines Flusses Alisos und als Schutzgott der keltischen Stadt Alesia (heute Alise-Sainte-Reine) geben.
Drei Weiheinschriften für Alisanus wurden gefunden:
- im Weiler Viévy-Visignot (römische Provinz Lugdunensis, heute Département Côte-d’Or)[4] im Gebiet der Haeduer
- in Gevrey-Chambertin (Département Côte-d’Or)[5] im Gebiet der Lingonen, in der Nähe von Diviodunum, dem heutigen Dijon
- in Arles (Arelate, römische Provinz Gallia Narbonensis, heute Département Bouches-du-Rhône)[6] – hier ist der Name nur rudimentär erkennbar und deshalb unsicher